# Valle Cannobina (Gemeinde)
Valle Cannobina ist eine italienische Gemeinde (comune) in der Provinz Verbano-Cusio-Ossola (VB), Region Piemont. Die Gemeinde gehört zur Unione di Comuni del Lago Maggiore.

## Lage und Einwohner
Die Gemeinde Valle Cannobina liegt 36 Straßenkilometer nördlich von der Provinzhauptstadt Verbania entfernt im gleichnamigen Tal Valle Cannobina. Durch die Gemeinde führt die ehemalige Strada Statale 631 della Valle Cannobina. Die 55 km² große Gemeinde hat 453 Einwohner (Stand: 31. Dezember 2023). Zur Gemeinde zählen die Fraktionen (Frazioni) Cavaglio, San Donnino, Gurrone, Lunecco (Gemeindesitz) und Spoccia.

## Geschichte

Ehemalige Wappen von Cavaglio-Spoccia, Cursolo-Orasso und Falmenta

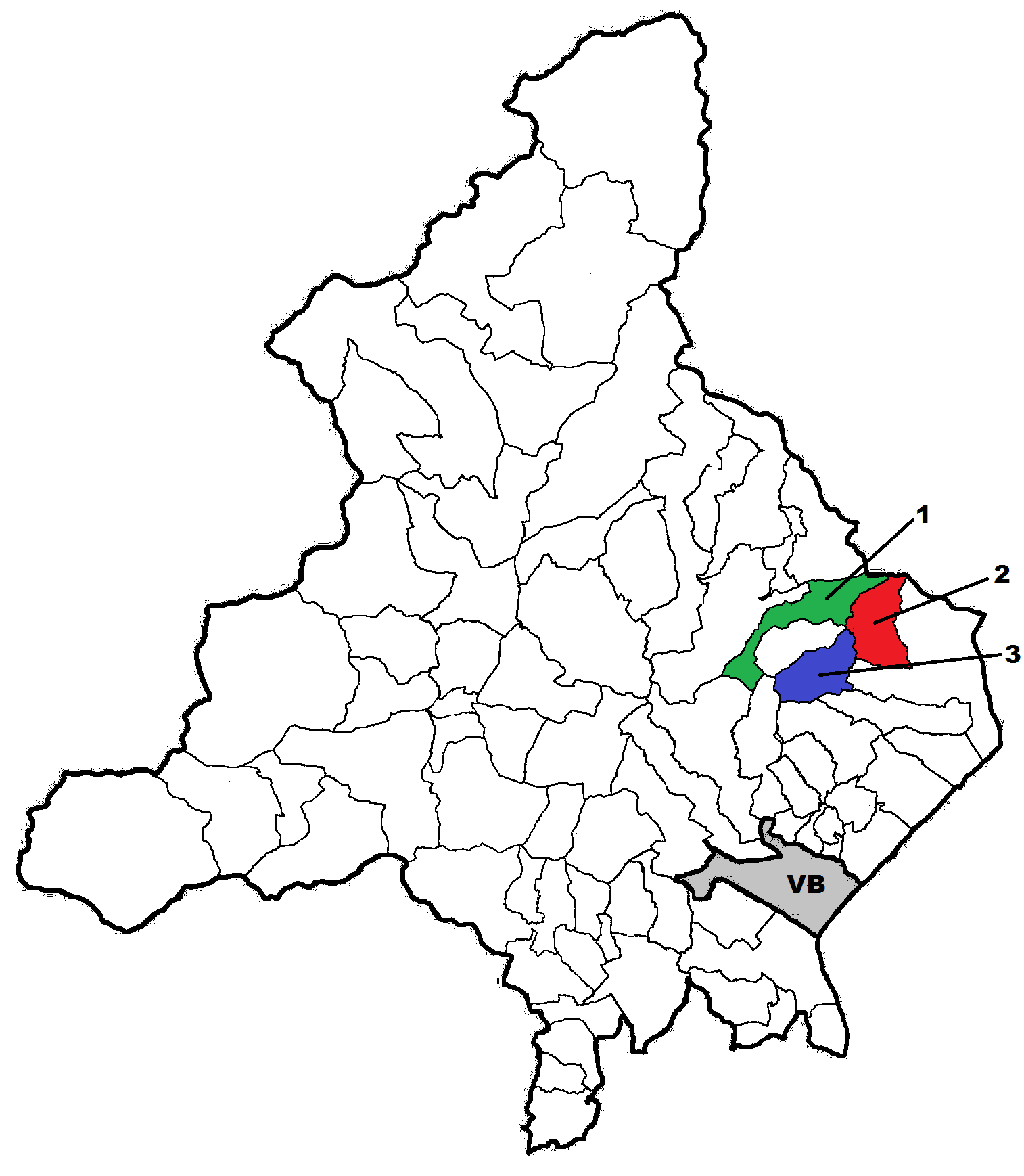
(1) Cursolo-Orasso (2) Cavaglio-Spoccia (3) Falmenta

Die Gemeinde Valle Cannobina wurde zum 1. Januar 2019 aus den vormals eigenständigen Kommunen Cavaglio-Spoccia, Cursolo-Orasso und Falmenta gebildet. Das neue Wappen und Banner der Gemeinde wurden am 15. November 2023 verliehen. Das neue Wappen zeigt oben sieben Sterne, die die sieben Ortsteile der Gemeinde repräsentieren, und greift von oben nach unten die Elemente der Wappen der ehemaligen Gemeinden Falmenta, Cursolo-Orasso und Cavaglio-Spoccia auf. Das Banner ist ein blaues Tuch.

## Sehenswürdigkeiten
- Maternuskirche in Orasso aus dem 13. Jahrhundert
- Kirche Madonna del Sasso in Orasso aus dem 11. bis 16. Jahrhundert
- Kirche Madonna delle Grazie in Gurrone aus dem 15. Jahrhundert
- Antoniuskirche in Cursolo aus dem 15. Jahrhundert (und später)
- Domninuskirche in Cavaglio aus dem 15. bis 18. Jahrhundert
- Magdalenenkirche in Spoccia aus dem 16. Jahrhundert
- Laurentiuskirche in Falmenta aus dem 16. Jahrhundert
- Ecomuseum über den See und die Berge in Lunecco
- Pressenmuseum in Falmenta